# Consonante coarticulada
Las consonantes coarticuladas o complejas son consonantes que se emiten con restricción del paso del aire en dos puntos de articulación de la cavidad bucal simultáneamente. Pueden dividirse en dos clases: las consonantes doblemente articuladas con dos puntos de articulación pero el mismo modo de articulación, y las consonantes con articulación secundaria, en que en el segundo punto de articulación no produce el mismo modo de articulación. En las lenguas del mundo este segundo grupo es más frecuente que el primero.
Un ejemplo de consonante doblemente articulada es la oclusiva labial-velar sorda [k͡p] que se pronuncia simultáneamente con el velo del paladar (como una [k]) y con los labios (como una [p]). Por otro lado, una oclusiva velar labializada u oclusiva labiovelar [kʷ] tiene una única articulación oclusiva, el de una velar [k] con una articulación de tipo aproximante consistente en el redondeo de los labios. El sonido [kʷ] se encuentra en varias lenguas del mundo (náhuatl, latín arcaico, etc.)
Exceptuando los chasquidos consonánticos (clics), prácticamene todas las consonantes doblemente articuladas son labial-velares. Sin embargo, existe un gran número de consonantes coarticuladas con articulaciones secundarias, las más frecuentes de la labialización (como en [kʷ]), la palatalización (como las consonantes "blandas" del ruso, como [pʲ]), la velarización (como la que se produce en las laterales postvocálicas de algunas lenguas románicas y la lateral del inglés, [lˠ]) y la faringalización (como la que ocurre en árabe con las consonantes enfáticas como [tˤ]).
Tal como podría esperarse de la naturaleza aproximante de muchas articulaciones secundarias, es que no siempre es sencillo decidir si una aproximante coarticualda como /w/ es doblemente articulada o tiene articulación secundaria. En algunos dialectos del inglés, por ejemplo, el fonema /w/ es una velara labializada que puede realiarse fonéticamente como [ɰʷ], sin embargo, el fonema del japonés /w/ se aproxima más a una auténtica labial-velar [ɰ͡β̞]. Es frecuente restringir el símbolo ‹w› para el primer sonido.
Por otra parte debe señalarse que la glotis que controla la fonación, y opera simultáneamente con la articulación primaria de muchas consonantes. Pero la glotis no se considera usualmente como un órgano articulador, y por consiguiente una consonante eyectiva [kʼ], que conlleva la estricción simultáneamente del velo del paladar y la glotis, normalmente no se clasifica dentro de las consonantes coarticuladas.